# Rescue Rock
Der Rescue Rock (von englisch rescue ‚Rettung, Befreiung‘) ist ein vom Meer überspülter Klippenfelsen vor der Nordküste Südgeorgiens. Er liegt 1 km nordöstlich von Skua Island vor der Einfahrt zur Bay of Isles.
Wissenschaftler der britischen Discovery Investigations kartierten ihn zwischen 1929 und 1930. Namensgebend war der Umstand, dass die Besatzung des Walfangschiffs Southern Shore beim Passieren dieses Felsens im Dezember 1929 eine auf Skua Island gehisste Flagge sichtete, was zur Rettung der in der Camp Bay gestrandeten Wissenschaftler führte.